# Zastudnie (Suliszowice)

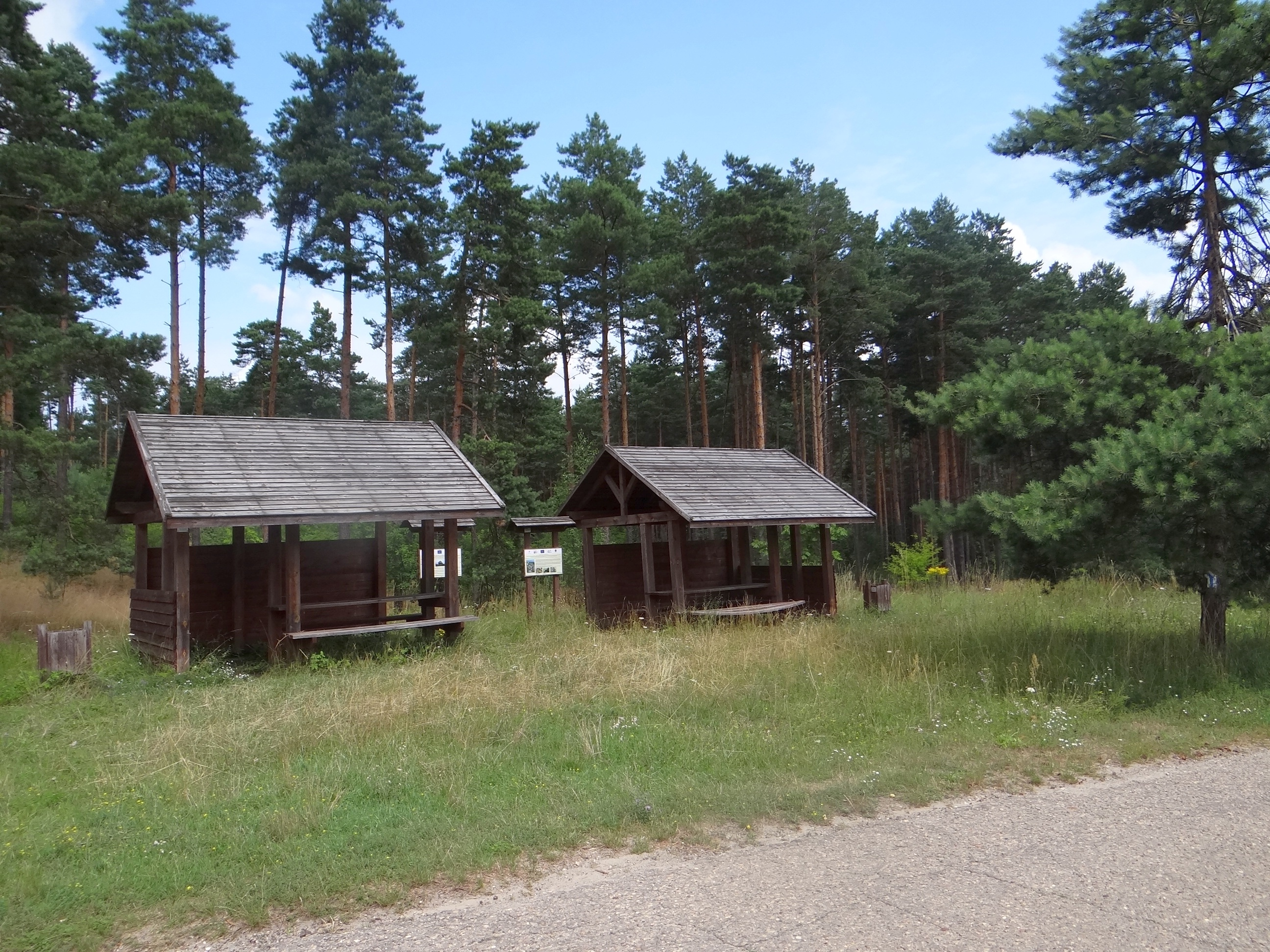
Wiata turystyczna w Zastudniu

Zastudnie – część wsi Suliszowice w województwie śląskim, w powiecie myszkowskim, w gminie Żarki. Znajduje się na Wyżynie Częstochowskiej w obrębie Wyżyny Krakowsko-Częstochowskiej.
Zastudnie to wschodnia, najniżej położona część wsi Suliszowice z rozwiniętą bazą turystyczną. Przy drodze znajduje się duża, zadaszona wiata biwakowa i turystyczne tablice informacyjne. Przez Zastudnie biegnie niebieski Szlak Warowni Jurajskich. W lesie po północnej stronie zabudowań Zastudnia przygotowano do wspinaczki skalnej wiele skał: Jagodowa, Molenda, Ostatnie, Lisia Skała, Czarny Pies, Ślimak, Maślak, Skała Pustelnika, Studnia, a w lesie po południowej stronie skały: Hajduczek, Okap Suliszowicki.